# Mădârjac (gmina)
Mădârjac – gmina w Rumunii, w okręgu Jassy. Obejmuje miejscowości Bojila, Frumușica i Mădârjac. W 2011 roku liczyła 1587 mieszkańców.